# Metz-en-Couture Communal Cemetery British Extension
Le Metz-en-Couture Communal Cemetery British Extension  est un cimetière militaire de la Première Guerre mondiale, situé sur le territoire de la commune de Metz-en-Couture, dans le département du Pas-de-Calais, à l'est d'Arras.

## Localisation
Ce cimetière est situé au sud-est du village sur la route de Gouzeaucourt, à 200 m des dernières habitations, juste à côté du cimetière communal.

## Histoire
Metz-en-Couture est occupée par les troupes allemandes dès fin août 1914.

En avril 1917, les alliés lancent la Bataille d'Arras en vue de reconquérir le secteur. Metz-en-Couture est prise par les troupes du Commonwealth le 5 avril 1917 .
Le village sera de nouveau perdu fin mars 1918 lors de l'Offensive du printemps de l'armée allemande, puis repris définitivement fin août suivant lors de l'Offensive des Cent-Jours.

Le cimetière fut commencé en avril 1917 pour inhumer les victimes  des combats des premiers jours la Bataille d'Arras. Il fut de nouveau utilisé en août 1918 lors de la libération définitive de la commune. Après l'armistice, les corps de soldats britanniques inhumés dans des secteurs provisoires des environs y ont été transférés.
Ce cimetière comporte aujourd'hui les tombes de 474 soldats du Commonwhealth dont 44 ne sont identifiés, 12 soldats allemands dont 11 non identifiés et d'un Chinois affecté au Corps de travailleurs chinois.

## Caractéristiques
Ce vaste cimetière d'une superficie de plus de 2000 m² est entièrement clos d'un muret de moellons sur trois côtés.

Il a été conçu par Sir Herbert Baker.

## Sépultures
| Pays             | Sépultures |
| ---------------- | ---------- |
| Royaume-Uni      | 422        |
| Australie        | 1          |
| Canada           | 1          |
| Nouvelle-Zélande | 43         |
| Afrique du Sud   | 7          |
| Allemagne        | 12         |
| Total            | 486        |

## Galerie

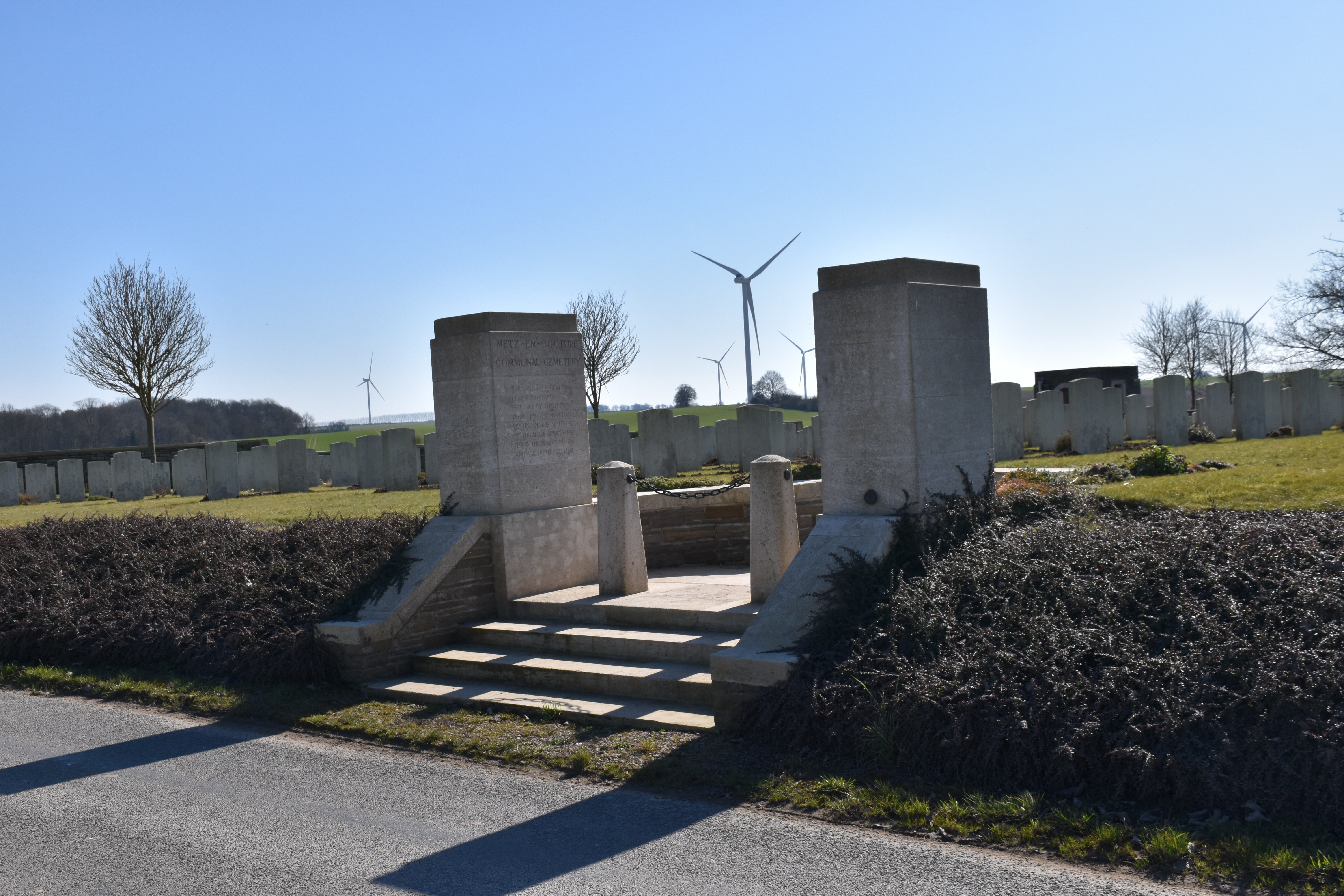
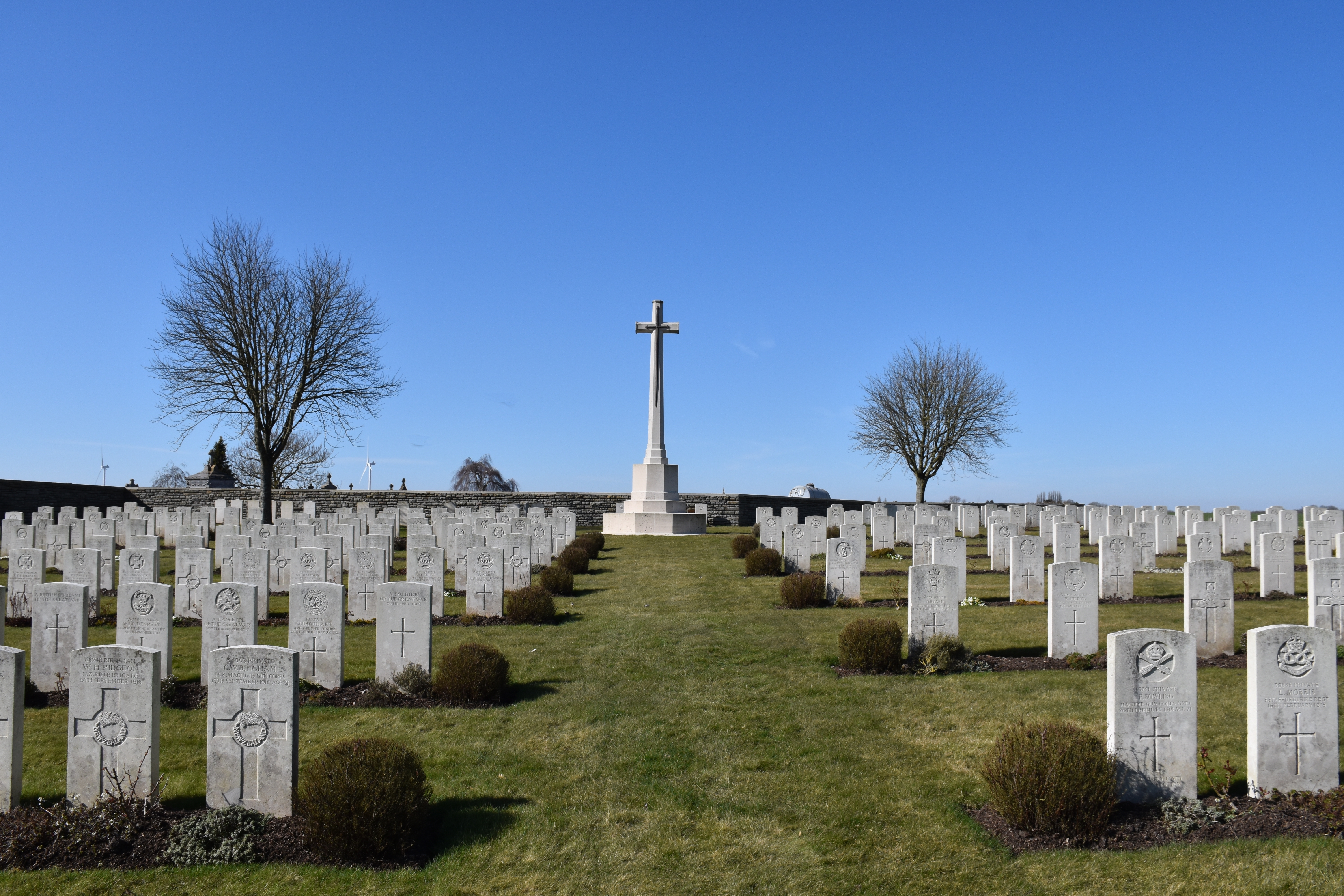
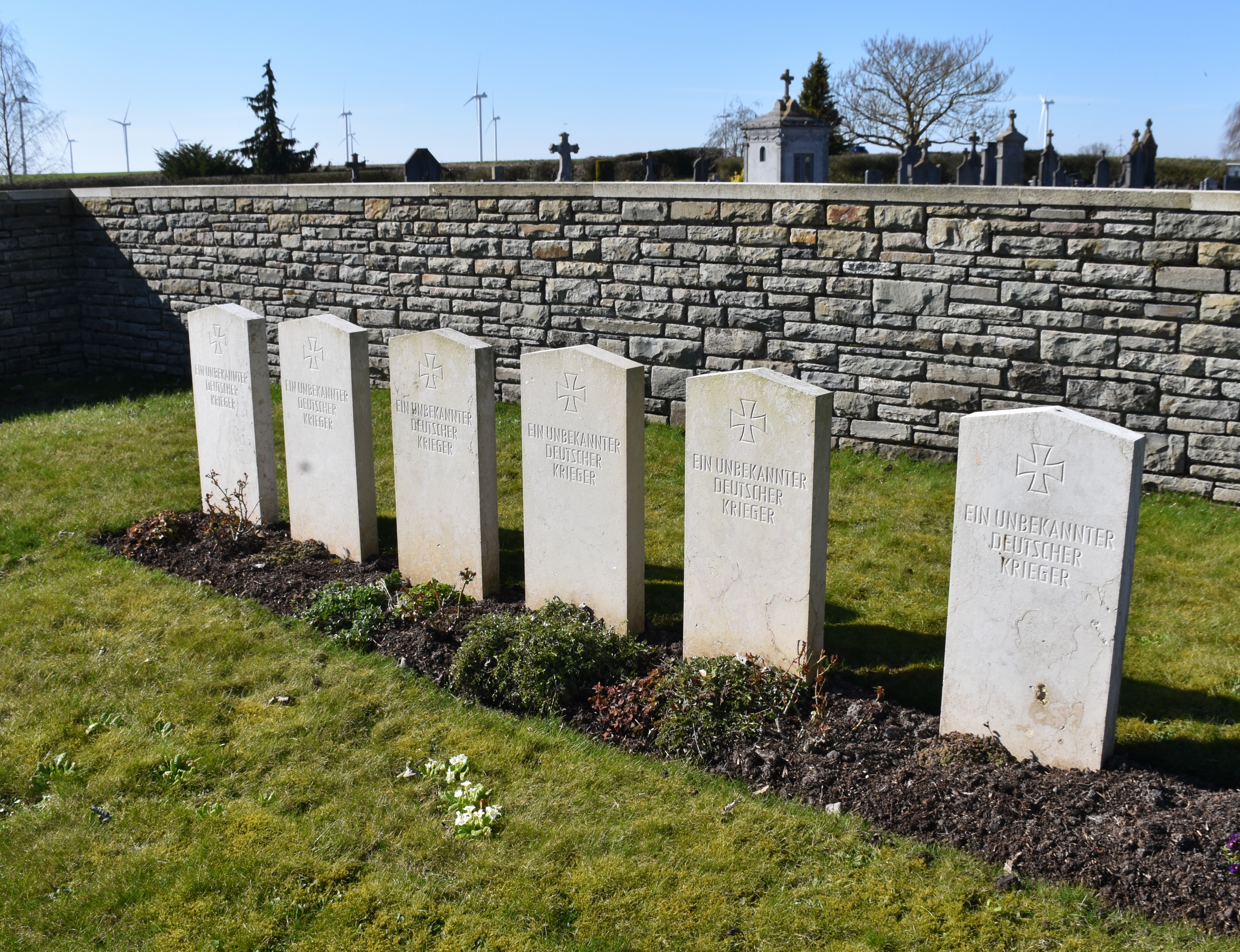
Tombes de soldats allemands
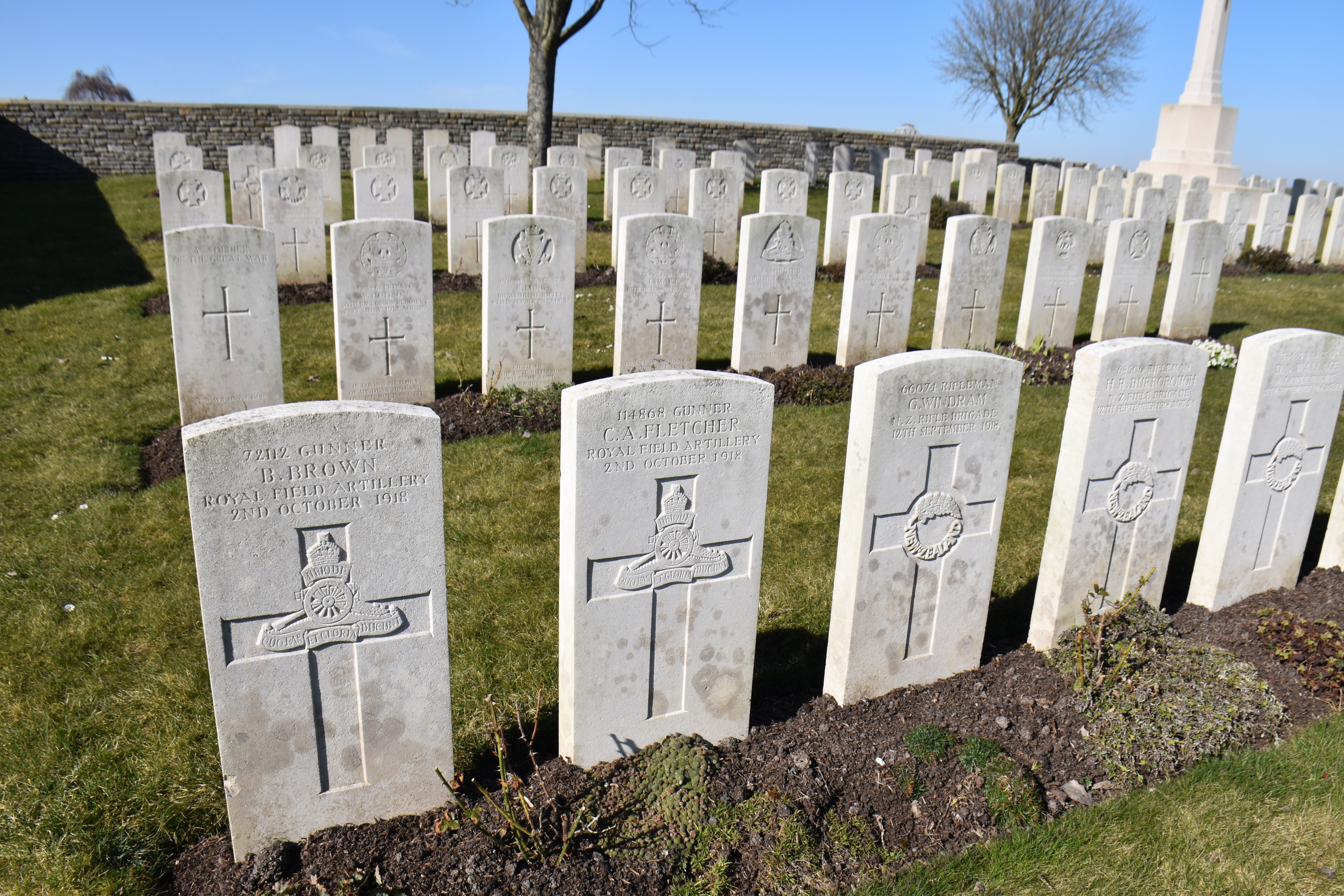
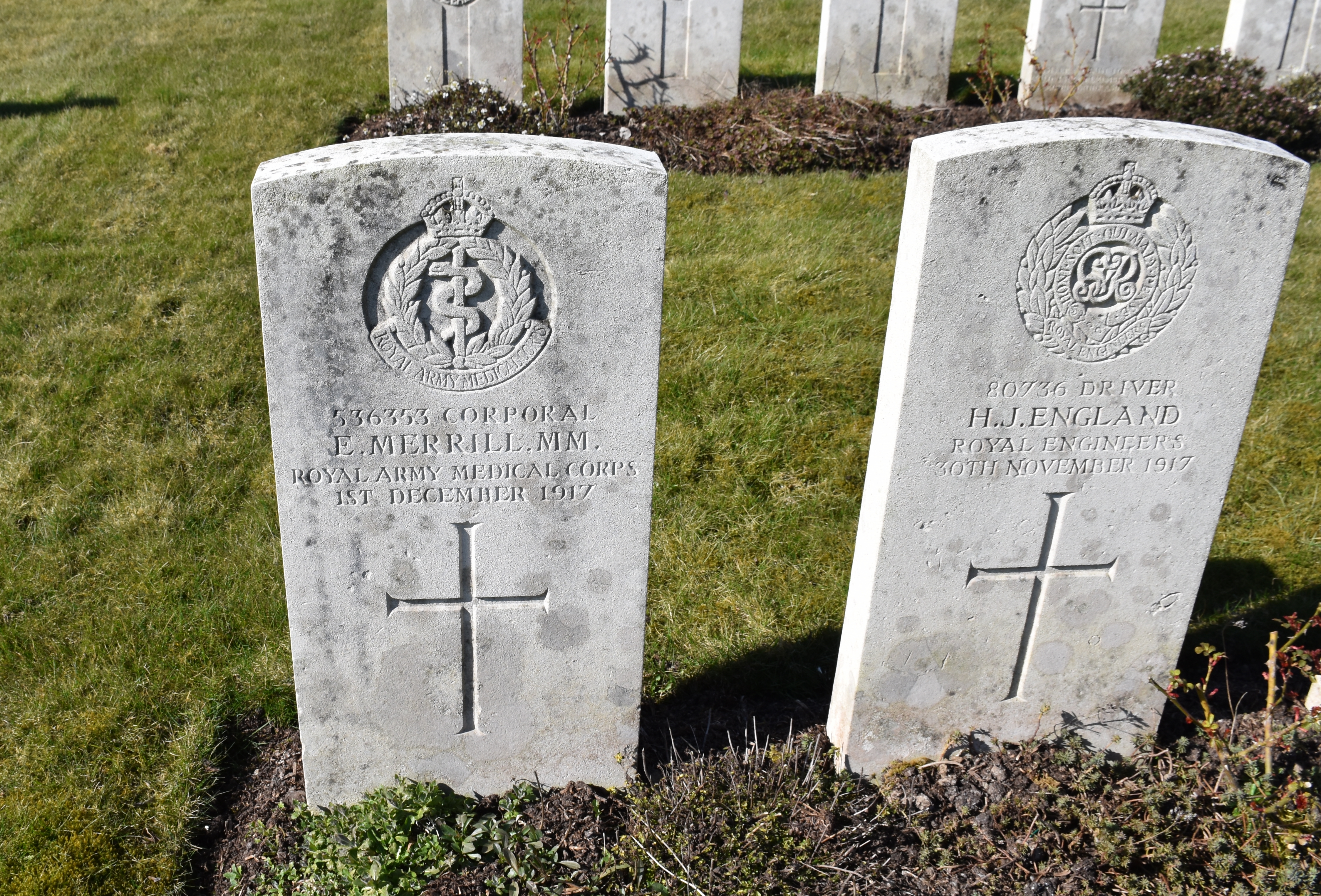
Tombes de soldats britanniques tombés en décembre 1917
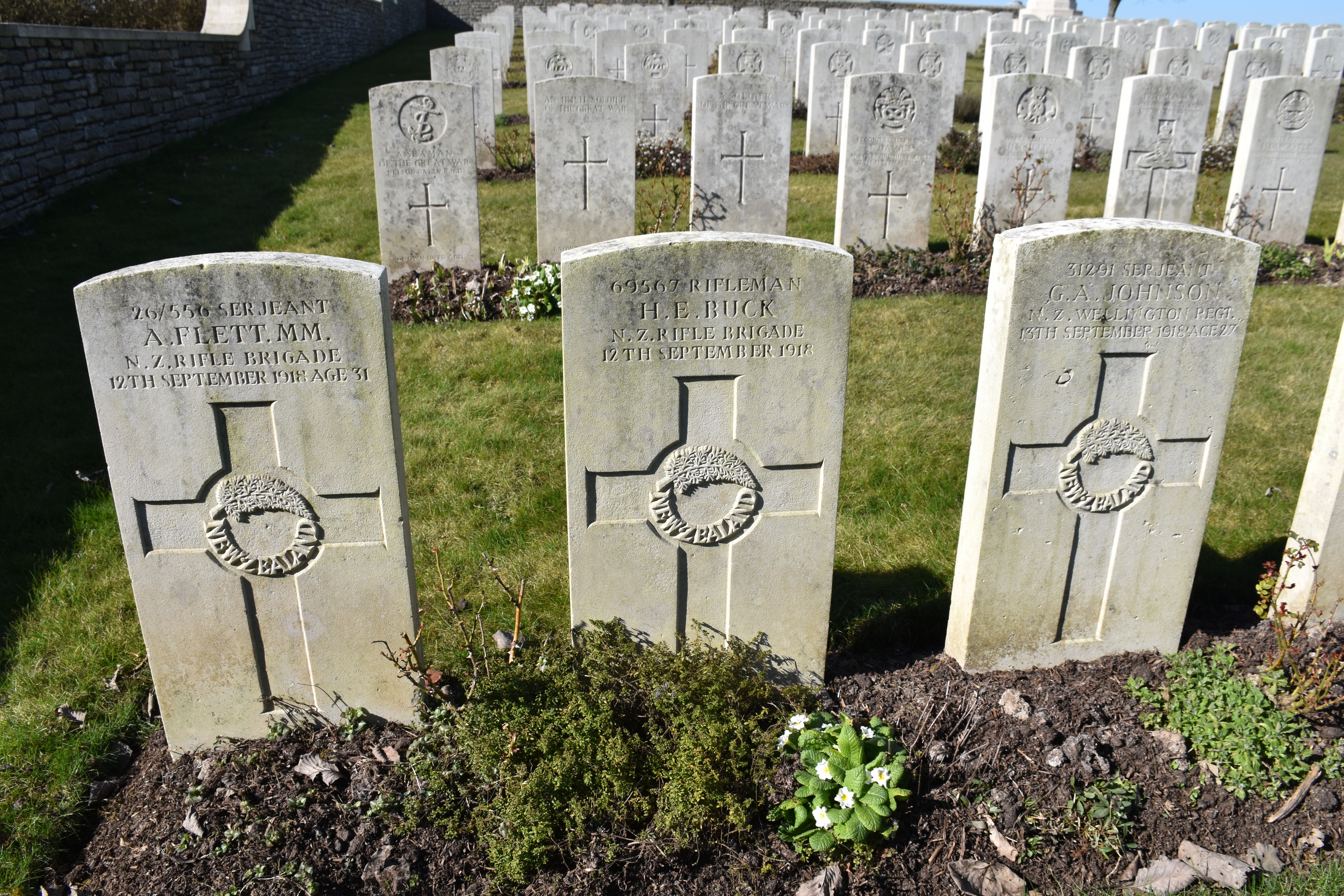
Tombes de soldats britanniques tombés en septembre 1918.
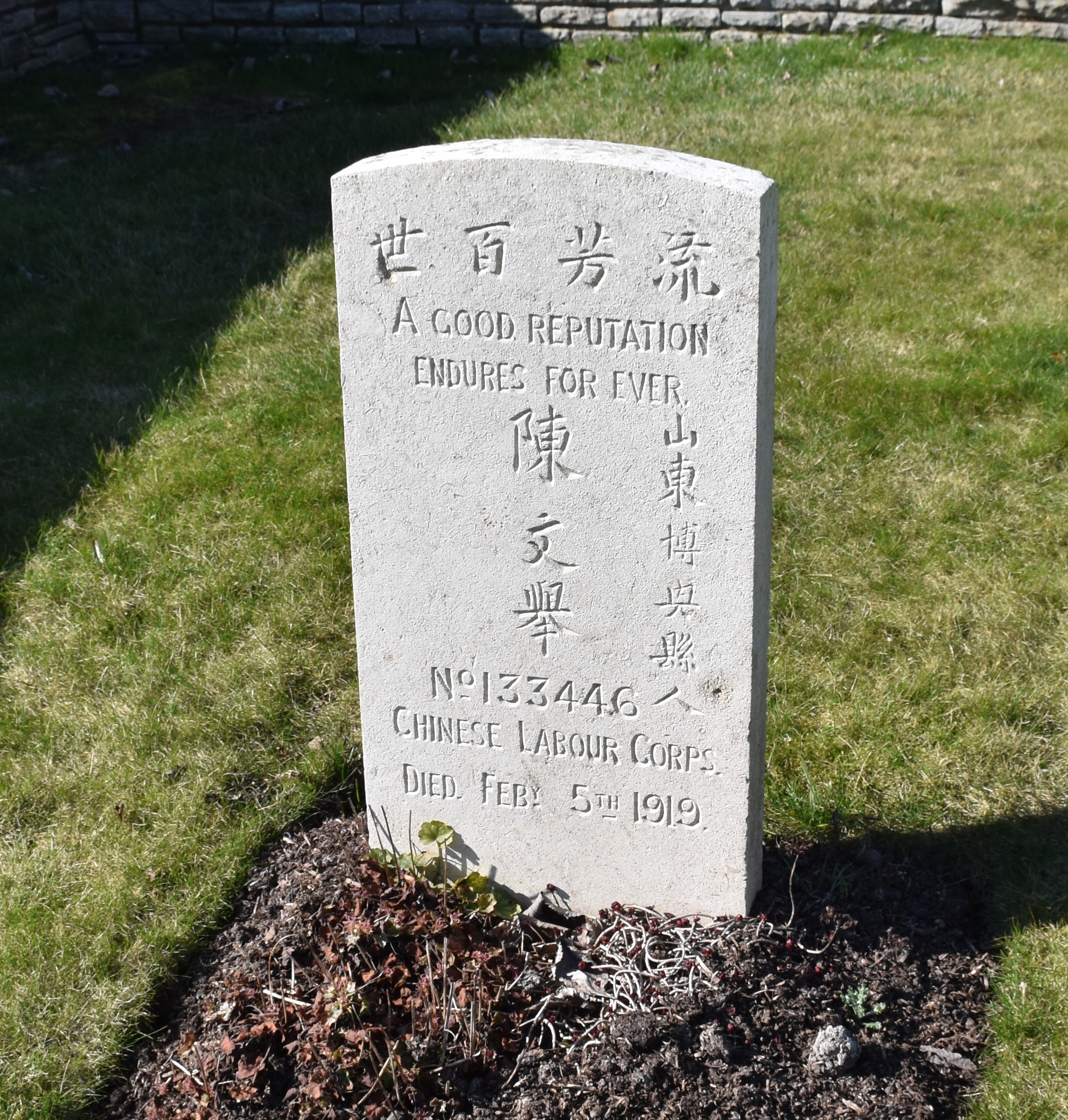
Tombe du trvailleur chinois.